# 前田達明
前田 達明（まえだ たつあき、1940年 - ）は、日本の法学者。学位は、法学博士。京都大学名誉教授。林良平ゼミ出身。
専門は民法で不法行為法と家族法に関する業績が多い。

## 研究
専門の1つである不法行為法においては、帰責事由の研究を行ない、故意責任は意思責任であり、過失責任は信頼責任であるという学説を提唱した。不法行為法では主観的意思責任と客観的過失責任論を帰責事由で発展させ、同様の論理を債権総論でも展開した。

## 人物・経歴
- 京都市生まれ、京都市育ち。1964年の司法修習と1970年のフンボルト財団によるドイツ留学[2]の2回を除き、京都で過ごした[4]。旧姓は「乾」であり、不法行為に関する先行的研究の1つである「不法行為法についての一考察㈠」法学論叢81巻4号（1967年）などは乾達明名義で書かれている[5]。弟子に、松岡久和、窪田充見、佐久間毅など。
- 歴史が好きで大学に残った当初から、法典調査会議事速記録を愛読していた[6]。前田の『史料』シリーズはこの結実である。

### 略歴
- 1963年　司法試験合格
- 1964年　京都大学法学部卒業、司法修習生（司法修習第18期1組）
- 1978年　京都大学教授
- 2004年　京都大学名誉教授、同志社大学大学院司法研究科教授

## 業績
- 『不法行為帰責論』（創文社、1978年）
- 『判例不法行為法』（青林書院新社、1978年）
- 『民法Ⅳ-2』（青林書院新社、1980年）
- 『不法行為法理論の展開』（成文堂、1984年）
- 『愛と家庭と』（成文堂、1985年）
- 『口述債権総論』（成文堂、第3版、1993年）
- 『史料民法典』（編著。成文堂、2004年）
- 『史料債権総則』（監修。成文堂、2010年）